# هارون‌آباد علیا
هارون‌آباد علیا یک روستا در ایران است که در دهستان آب‌بر واقع شده‌است. هارون‌آباد علیا ۴۴۴ نفر جمعیت دارد.